# Mischa Elman
Mischa Elman, oroszul: Михаил Саулович Эльман, azaz Mihail Szaulovics Elman (Talnoje, 1891. január 20. – New York, 1967. április 5.) ukrajnai zsidó származású amerikai hegedűművész. Auer Lipót volt a mestere. Zenetörténészek szerint Elman egyéni és magával ragadó előadóművész volt, aki kiemelkedő helyet foglal el a hegedűjáték történetében.

## Élete

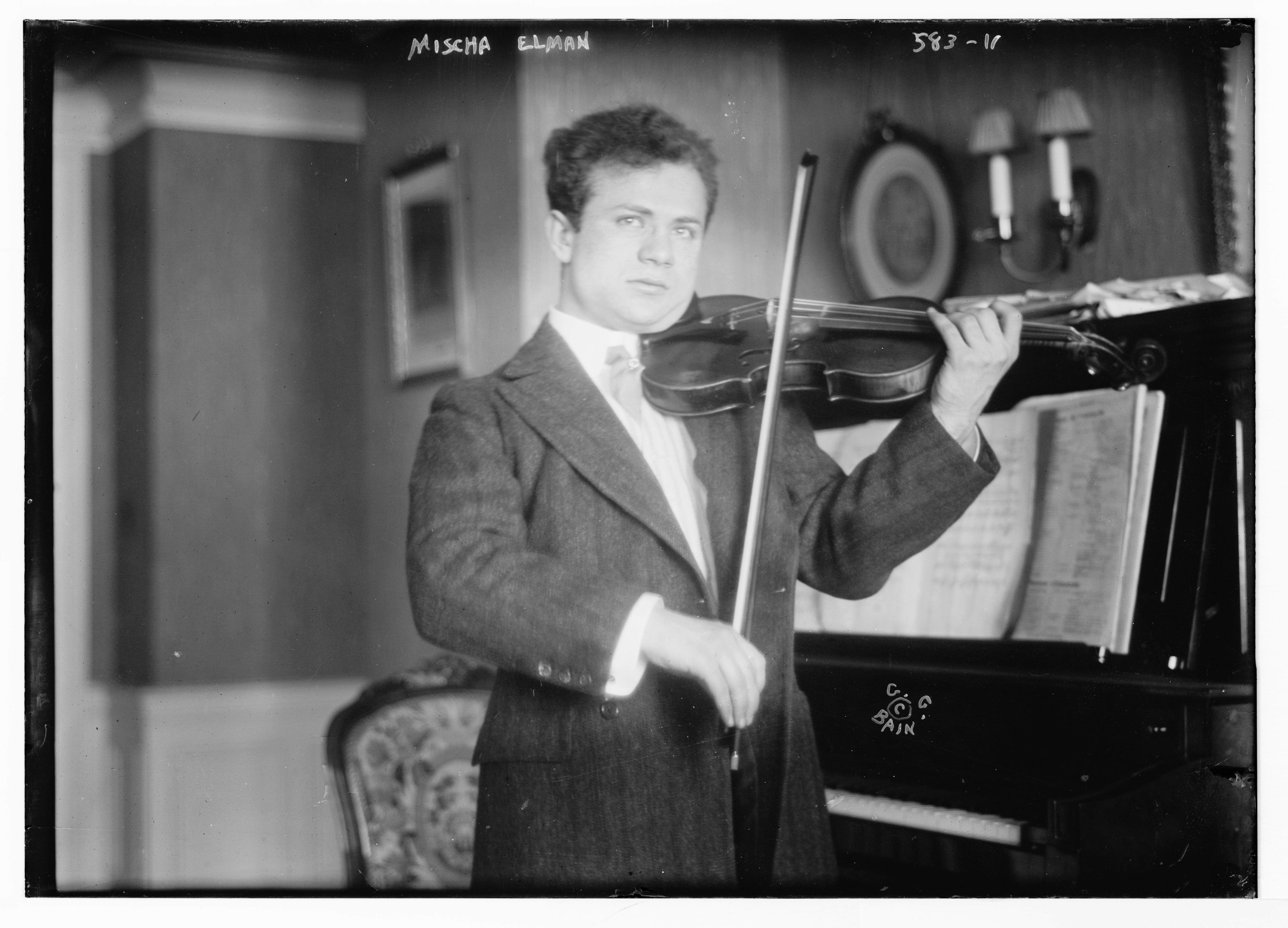
Mischa Elman

Mischa (Moses/Moishe) Elman a Kijev közelében fekvő kisvárosban, Talnojéban (Ukrajna, Orosz Birodalom) született. Apja Saul Elman, anyja Jetta Fingeraut. Nagyapja klezmerzenét játszó hegedűs volt, és apja is lelkes amatőr hegedűjátékosnak számított. A gyermek Mischa zenei tehetségére hamar fény derült, mert kis hegedűjén magától tanult meg számos dallamot. Tanár apja azonban habozott, hogy fiát zenészi pályára adja-e, mivel a zenészek társadalmi megbecsültsége igen alacsony volt. Végül mégis elvitte Odesszába, ahol a Cári Zeneakadémián Alekszandr Fidelmann-nál tanult. Sarasate ajánlásával 11 éves korában felvételizett Auer Lipótnál, a Szentpétervári Konzervatóriumba. A meghallgatáson Wieniawski 2. hegedűversenyét és Paganini 24 caprice-ét játszotta, Auer el volt bűvölve. A konzervatóriumban való továbbtanulással kapcsolatban csak egy gond volt: Péterváron a zsidó szülők nem tartózkodhattak engedély nélkül (így járt később Heifetz is). Auer azonban kijárta az engedélyt apja számára.
Elman hamarosan Auer kedvenc tanítványa lett, és a tanár elhatározta, hogy a fiút hamar bemutatja egy fontos koncerten. A Szentpéterváron akkoriban komoly sikert arató Vecsey Ferenccel kapcsolatban Auer véleménye az volt, hogy az ő tanítványa jobb. Hogy bebizonyítsa, betegséget színlelve maga helyett Elmant küldte el a saját koncertjére, és eljátszatta vele Mendelssohn e-moll hegedűversenyét és Paganini Moto Perpetuóját. Olyan sikere volt, hogy a közönség hatszor tapsolta vissza az ifjút. Ezt követően elintézte, hogy Elman pavlovszki látogatása során játszhasson a híres Colonne Zenekarral, pedig köztudott volt, hogy annak vezetője, Édouard Colonne gyűlölte a csodagyerekeket. Auer ezért nem is mondta meg neki, hogy „csak” egy gyerekről van szó. Amikor azonban a híres karmester meglátta a színpad mögött várakozó fiút, dühösen visszautasította a közreműködést. Elman kénytelen volt zongorakísérettel játszani, a karmester és a zenekar pedig beült a hallgatóság közé. A hangverseny végén Colonne elnézést kért Elmantól, és felkérte, működjön közre az Orchestra Colonne négy hónappal későbbi párizsi koncertjén. Ezen a hangversenyen Mendelssohn e-moll hegedűversenyét játszotta el – hatalmas sikerrel.
Nemzetközi karrierje 1904-ben, berlini koncertjével kezdődött. Ezt megelőzően még otthoni gazdag mecénások segítették, később Mecklenburg-Strelitz nagyhercegtől kapott egy remek Amati hegedűt. 1905. március 21-én mutatkozott be Londonban, a Queen’s Hallban. Csajkovszkij Hegedűversenyét játszotta, és a közönség felállva ünnepelte, ráadások sorát kikövetelve. Utolsó ráadását éjjel közel fél tizenkettőkor kezdte el, bár a közönség továbbiakat is követelt. „Ennek a fiatal hegedűművésznek, aki a kontinensen már tökéletes elismeréseket aratott, … első bemutatkozása Angliában … egy valóságos diadal” – írta a sajtó (The Strad). Több éves európai turnéja során Londonban telepedett le. Oscar Hammerstein javaslatára 1908-ban New Yorkban is bemutatkozott a Carnegie Hallban. Az Orosz Szimfonikus Zenekar közreműködésével egy kétórás programot teljesített, és elbűvölte az amerikai közönséget is. A világháború miatt továbbra is Londonban élt, bár II. Miklós cár felmentést adott számára a katonaság alól, és személyes levélben kérte, térjen haza. Elman azonban 1911-ben családjával együtt az Egyesült Államokban telepedett le.
Amerikában Elman elismertsége fokozatosan nőtt, rengeteget hangversenyezett, sok hanglemezfelvételt készített. 1917-ben a bostoni Phi Mu Alpha Sinfonia nevű zenei egyesület a tagjai közé választotta. 1923-ban megkapta az amerikai állampolgárságot, majd két évvel ezután, 1925. május 6-án megnősült. Felesége, az amerikai Helen Frances Katten (1899–1994) esküvői ajándéka a híres Madame Recamier (vagy Molitor) Stradivarius volt. Elmannak ekkor már volt egy Stradivariusa, Joachim egykori hangszerét vette meg 1907-ben. A házaspárnak két gyermeke született: Nadia és Joseph.

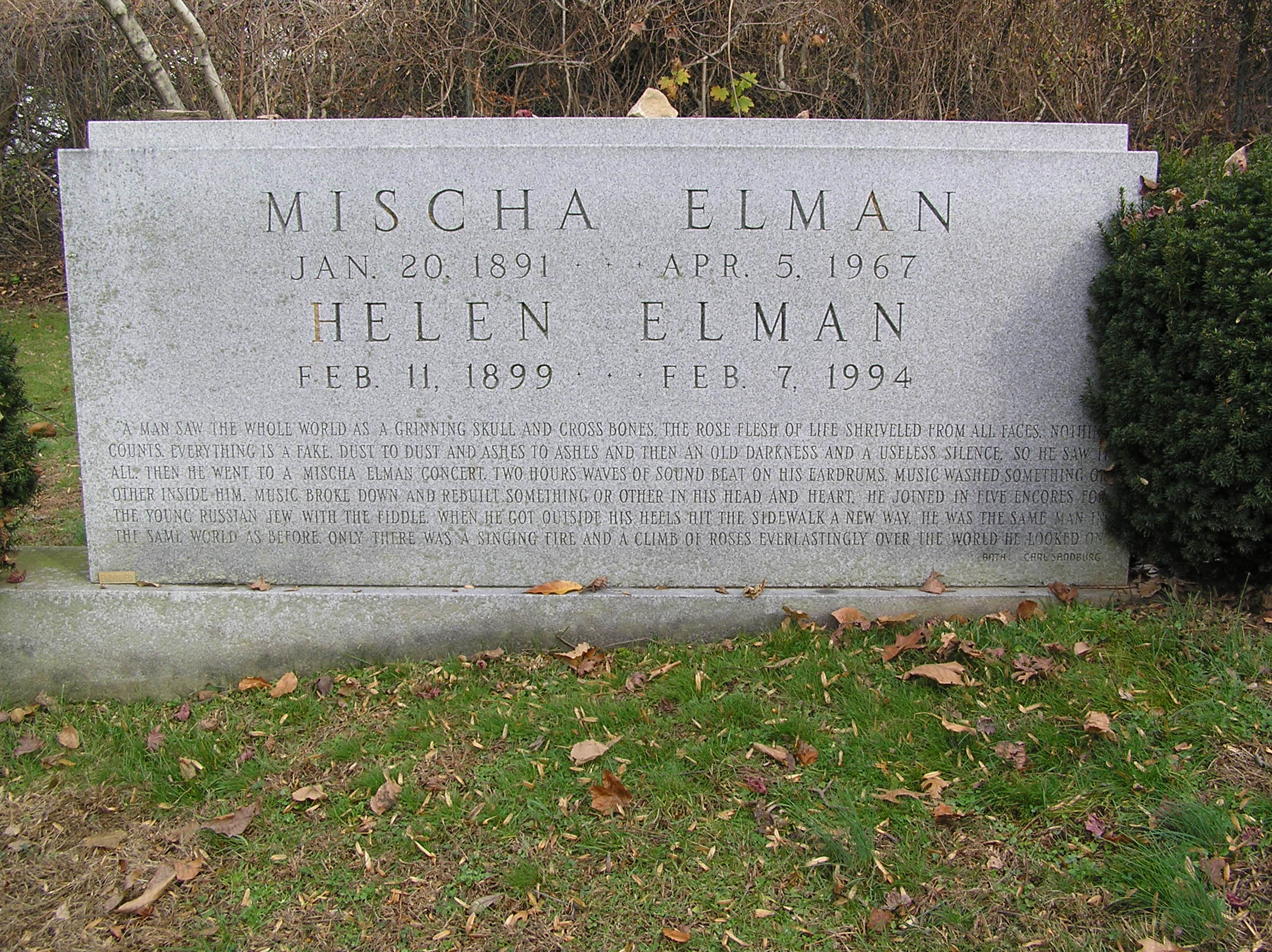
Az Elman házaspár sírja

Szólistaként szinte az egész világot bejárta, a közönség mindenütt a legnagyobb sztárnak kijáró módon fogadta. A kamarazenélés iránt mindig is érdeklődött, de csak 1924-ben alakította meg vonósnégyesét. Az Elman kvartett – a tagok példás egyenjogúsága mellett – a zeneirodalom legkiválóbb előadásait produkálta. A vonósnégyes 1945-ig működött. Elmant sokáig vádolták azzal, hogy előadásai során csak a nagy klasszikusoktól játszik, a kortárs zenét pedig hanyagolja. Ennek ellenére játszott azért kortárs darabokat is, például gyakran tűzte műsorára a belga mester, Eugène Ysaÿe lírai darabját is (Rêve d'enfant), amit számára írt a hegedűművész-zeneszerző (akivel egyébként 1919–20-ban közös turnén vett részt). Emellett a felkérésére 1943-ban neki írta és dedikálta hegedűversenyét a cseh Bohuslav Martinů. A munka megkezdése előtt Martinů alaposan tanulmányozta Elman hegedűjátékának sajátosságait, és a művét e tapasztalatokra építve komponálta meg. A darab bemutatója 1944 januárjában a Carnegie Hallban volt, a Bostoni Szimfonikus Zenekart Serge Koussevitzky vezényelte. Az előadást, majd a rövidesen elkészült hanglemezfelvételt a kritikusok lelkesen fogadták. A versenyművet Elman a későbbiekben még többször is műsorára tűzte.
Az Elman New York-i otthonában rendezett zenei esteken a zenei élet kiválóságai jelentek meg és játszottak. Elman figyelmes és kiváló humorú házigazda volt, a zenét élénk és jó hangulatú beszélgetések színesítették. Szívesen hallgatott jazzt is, és egyáltalán nem aggasztotta a könnyebb zene terjedése.
Mischa Elman 1967. április 5-én hunyt el szívelégtelenség következtében a New York-i Manhattanben lévő lakásában, néhány órával azután, hogy befejezte próbáját Joseph Seigerrel, zongorakísérőjével. Hamvai a Westchester Hills temetőben (Hastings-on-Hudson, New York) nyugszanak.

## Művészete
Mischa Elman  Massenet's Thais című operájából a Meditációt játssza (4:27):

Elman játékának lényege a konzervatív és romantikus értelmezés volt, amit kétségkívül Auertől örökölt (bár ezt a tizenkilencedik századi hagyományt az Auer-tanítványok közül tulajdonképpen csak ő képviselte). A modern játékmódot nem kedvelte, sőt hibának tartotta. Flesch Károly, a világhírű magyar származású hegedűművész és tanár úgy jellemezte, hogy Elman hegedűjátéka egyszerre volt „érzéki mézédesség és olasz bel canto keleti ruhában”. Ez a viszonylagos konzervativizmusa tükröződik repertoárjában is, hangversenyein a „nagy” hegedűversenyek, Mendelssohn, Csajkovszkij, Wieniawski műveinek előadásában tűnt ki, bár meggyőző volt Beethoven és Mozart versenyműveinek előadása során is. Hanglemezfelvételeinek tematikája bizonyos eklekticizmust mutat, mert Bachtól Lalóig sok mindent rögzített, emellett pedig 1924-től a nevét viselő kvartett élén a vonósnégyes-irodalom remekműveit is érezhető élvezettel játszotta el. Elman híres volt gazdag hegedűhangjáról, ami még a régi akusztikus felvételeken is  átjön. Felvételei arról tanúskodnak, hogy legjobb formájában egyéni és magával ragadó előadóművész volt. Zeneszerzői munkássága nem túl jelentős, közzétett néhány klasszikus és romantikus átiratot és komponált néhány rövid kompozíciót hegedűre.

## Hangfelvételei
Mischa Elman hangfelvételi munkássága több mint hatvan évet ölel fel. Első, 78 fordulatos lemezét 1906-ban készítette Párizsban, a Pathé Records-nál, utolsó lemezét pedig röviddel a halála előtt, 1967-ben vette fel a New York-i Vanguardnál.
Az alábbi felsorolás rövid áttekintést ad Mischa Elman hangfelvételeiből. Később a felvételek majd’ mindegyikét kiadták CD-n is.
- Bach: E-dúr hegedűverseny, BWV 1042 (vez. John Barbirolli) (HMV DB1871/3)
- Bach: E-dúr partita hegedűre, BWV 1006 (HMV DB1873)
- Beethoven: D-dúr hegedűverseny, Op. 61 (Solti György, London Philharmonic Orchestra) (Decca LXT5068, 1955)
- Beethoven: F-dúr románc hegedűre és zenekarra (HMV DB 1847)
- Massenet: Élégie, Mélodie (Enrico Carusóval) (HMV DK 103)
- Mendelssohn: e-moll hegedűverseny, Op. 64 (Désiré Defauw, Chicago Symphony Orchestra)
- Raff: Cavatina (Josef Bonime-mal) (HMV DB 1354)
- Sarasate: Zigeunerweisen, Op. 20, No. 1.
- Schubert: Valse sentimentale (HMV DA 1144)
- Schumann: Álmodozás a Gyermekjelenetekből, Op. 15 (HMV DA 1144)
- Csajkovszkij: D-dúr hegedűverseny, Op. 35 (John Barbirolli, London Symphony Orchestra) (HMV DB1405/8)
- Csajkovszkij: D-dúr hegedűverseny, Op. 35 (Adrian Boult, London Philharmonic Orchestra) (Decca LXT2970, 1954)
- Vivaldi: g-moll concerto, RV 317 (Lawrance Collingwood, New Philharmonia Orchestra) (HMV DB1595/6)
- Wieniawski: d-moll hegedűverseny, Op. 22 (Adrian Boult, London Philharmonic Orchestra) (Decca LXT5222, 1956)
- Wieniawski: Legenda, Op. 17
- Bach: E-dúr hegedűverseny, BWV 1042 (Vladimir Golschmann, Vienna State Opera Orchestra)
- Dvořák: Szláv fantázia, b-moll
- Hacsaturján: Hegedűverseny; Saint-Saëns: Bevezetés és Rondo capriccioso (Vladimir Golschmann, Vienna State Opera Orchestra)
- Kreisler: La Précieuse
- Lalo: Spanyol szimfónia, Op. 21 (Vladimir Golschmann, Vienna State Opera Orchestra)
- Mendelssohn: e-moll hegedűverseny, Op. 64 (Vladimir Golschmann, Vienna State Opera Orchestra)
- Nardini: e-moll hegedűverseny (Vladimir Golschmann, Vienna State Opera Orchestra)
- Vivaldi: g-moll hegedűverseny, RV 317 (Vladimir Golschmann, Vienna State Opera Orchestra)

## Fordítás
- Ez a szócikk részben vagy egészben  a   Mischa Elman című angol Wikipédia-szócikk ezen változatának fordításán alapul.  Az eredeti cikk szerkesztőit annak laptörténete sorolja fel. Ez a jelzés csupán a megfogalmazás eredetét és a szerzői jogokat jelzi, nem szolgál a cikkben szereplő információk forrásmegjelöléseként.